# Detenção automática de trem (ATS)

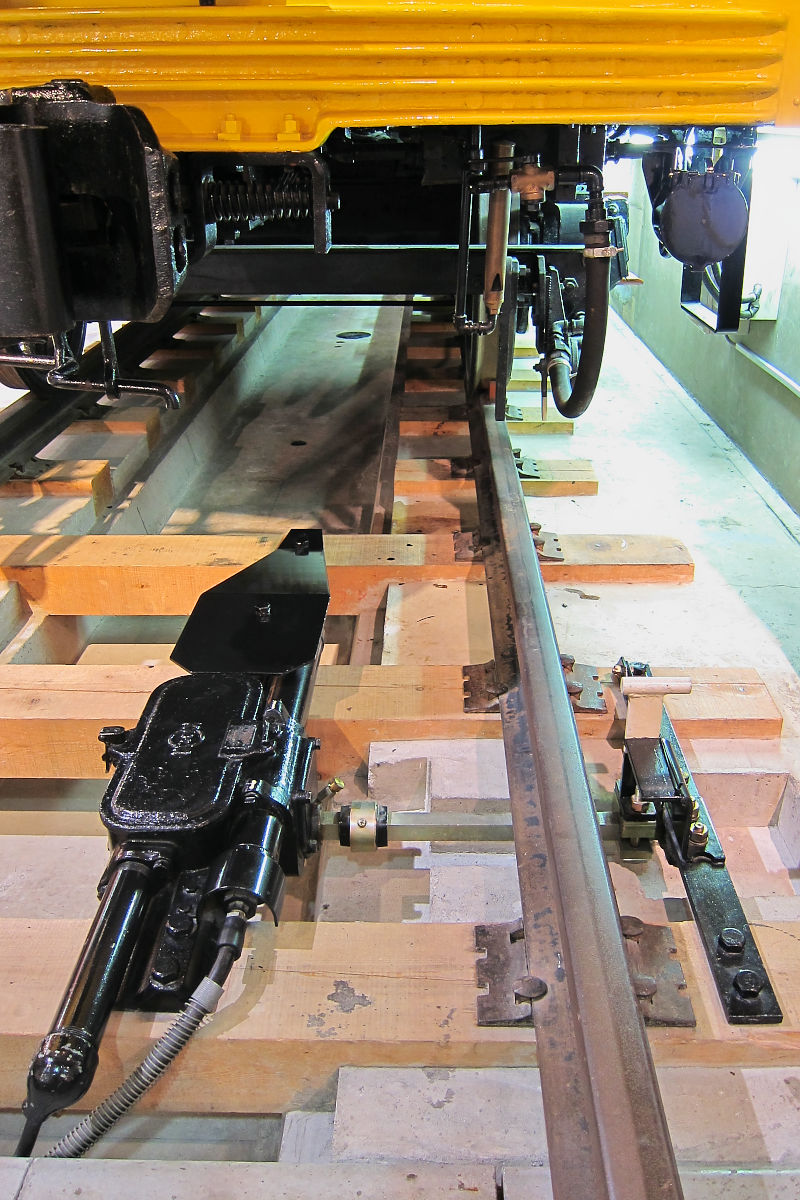
Sistema ATS mecânico utilizado anteriormente na Linha Ginza do Metro de Tóquio

A detenção automática de trem (comboio) (ATS pelo seu nome em inglês Automatic train stop) é um sistema de segurança ferroviária que detém o trem (comboio) automaticamente diante de certas situações (falta de resposta do condutor, via sem saída, violação de um sinal, etc.) e previne a ocorrência de acidentes. Em algumas situações funciona como um interruptor de homem morto.

## Tecnologia
Os sistemas ATS podem ser mecânicos, onde um braço se eleva sobre a via para acionar uma alavanca no trem (comboio) que ativa os travões e corta o abastecimento elétrico. Os sistemas mecânicos do mundo são geralmente incompatíveis entre si. Os sistemas mecânicos não são adequados para altas velocidades, superiores a 110 km/h.
Os sistemas ATS também podem ser magnéticos ou indutivos, sem contato.Também podem ser incompatíveis. Podem utilizar-se em altas velocidades.